# Incidente della funivia del Cermis
L'incidente della funivia del Cermis (spesso definito dagli organi di informazione strage del Cermis) fu un disastro avvenuto il 3 febbraio 1998, quando un aereo militare statunitense Grumman EA-6B Prowler della United States Marine Corps, volando a una quota inferiore a quanto concesso e in violazione dei regolamenti, tranciò il cavo della funivia del Cermis in Italia, facendo precipitare la cabina e provocando la morte dei venti occupanti.
L'incidente avvenne nei pressi di Cavalese, località sciistica delle Dolomiti sita in Val di Fiemme, 40 km a nord-est di Trento, durante manovre effettuate dai piloti statunitensi per "divertirsi" e "riprendere filmati del panorama". Joseph Schweitzer, uno dei due piloti statunitensi coinvolti nell'incidente, nel 2012 confessò di aver distrutto, al suo ritorno alla base, il nastro video che avrebbe consentito di svelare la verità sull'incidente.
Il capitano Richard J. Ashby, pilota dell'aereo, e Joseph Schweitzer, suo navigatore, furono sottoposti a processo negli Stati Uniti e assolti dalle accuse: omicidio preterintenzionale e omicidio colposo secondo l'ordinamento italiano, ovvero rispettivamente omicidio involontario e omicidio per negligenza secondo l'ordinamento statunitense. In seguito furono riconosciuti colpevoli di ostruzione alla giustizia e condotta inadatta a un ufficiale per aver distrutto il nastro video registrato sull'aereo e pertanto congedati d'autorità dal corpo dei Marines. Il disastro e l'assoluzione dei piloti ebbero ripercussioni negative sulle relazioni tra Italia e Stati Uniti d'America.

## La cronaca
Alle 14:36 del 3 febbraio 1998, un Grumman EA-6B Prowler del corpo dei Marines decollò dalla base aerea di Aviano. Il piano del velivolo, pilotato dal capitano Richard Ashby, era di svolgere un volo di addestramento a bassa quota.

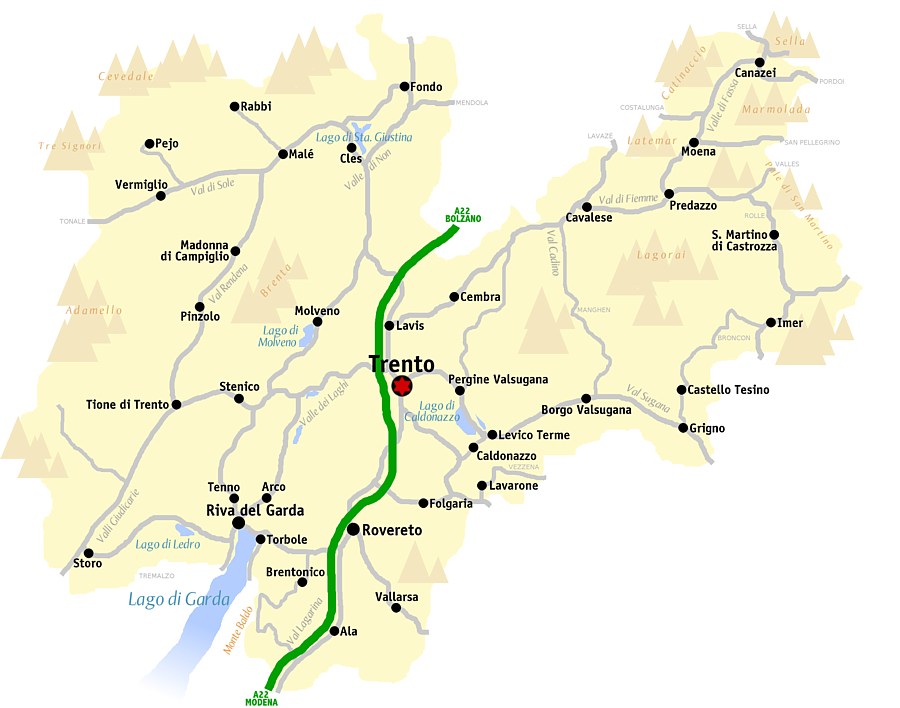
Mappa della Provincia autonoma di Trento, inclusa la posizione del comune di Cavalese.

Alle ore 15:12:51 l'aereo tranciò le funi del tronco inferiore della funivia del Cermis. La cabina della funivia, con venti persone al suo interno, precipitò da un'altezza di circa 150 metri schiantandosi al suolo dopo un volo di sette secondi. Il velivolo, pur danneggiato all'ala e alla coda, fu comunque in grado di tornare alla base.
Nella strage morirono i 19 passeggeri e il manovratore, cittadini di sei Paesi europei: tre italiani, sette tedeschi, cinque belgi, due polacchi, due austriaci e un olandese.
I media italiani diedero forte risalto all'episodio. Il presidente degli Stati Uniti d'America Bill Clinton si scusò per l'incidente alcuni giorni dopo, promettendo alle famiglie delle vittime risarcimenti in denaro.
I video che i soldati americani stavano registrando al momento dell’impatto furono eliminati.

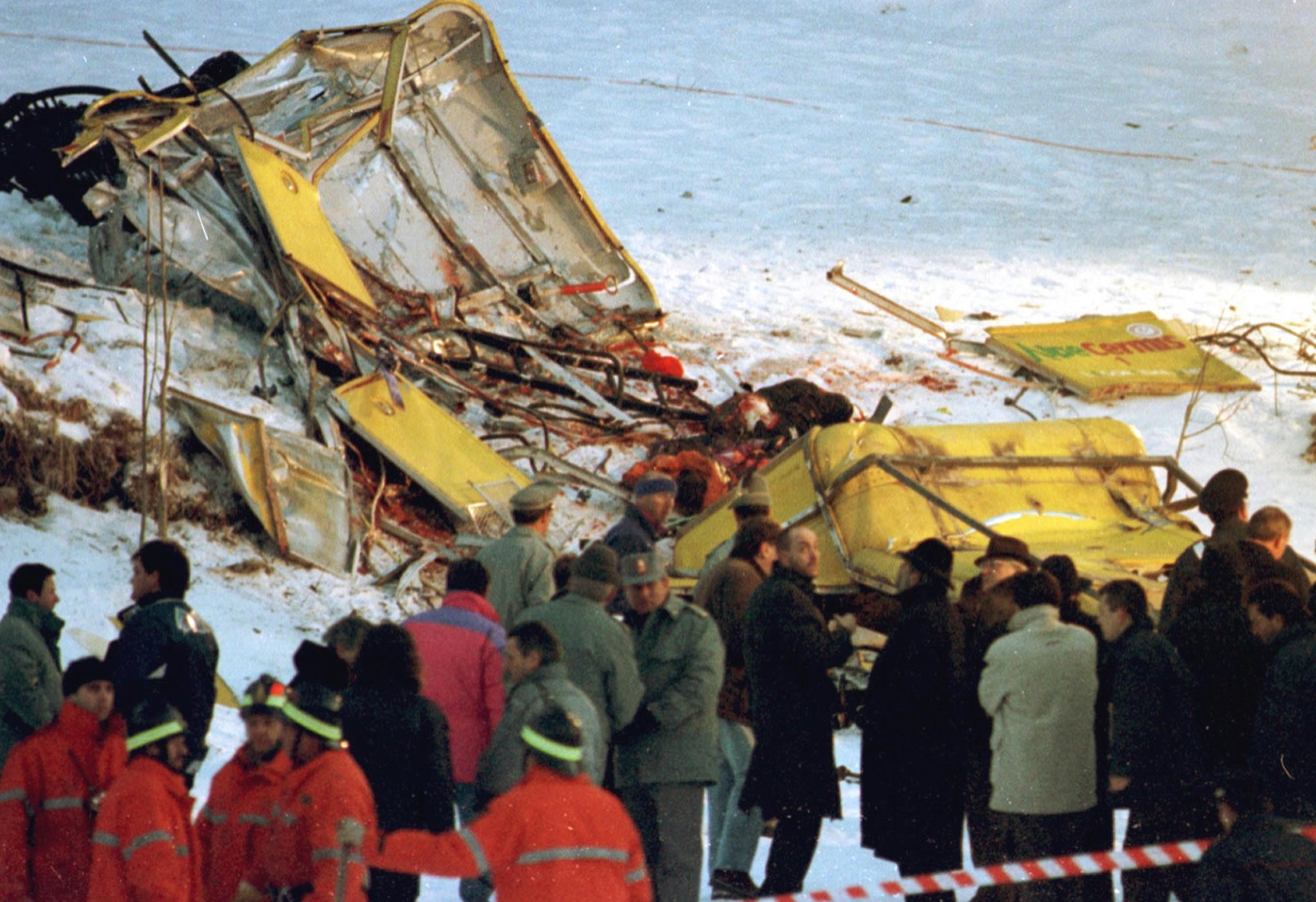
I resti della cabina dopo l'impatto.

## L'inchiesta
Nonostante la presenza di testimoni, la dinamica dei fatti non apparve subito chiara. Solo la prontezza dei magistrati trentini, che sequestrarono immediatamente l'aereo incriminato nella base di Aviano, permise di chiarire le responsabilità: l'aereo era già pronto per essere smontato e riparato. La dinamica poté essere provata quando all'interno del taglio sull'impennaggio di coda furono trovati resti della fune troncata.
I pubblici ministeri italiani chiesero di processare in Italia i quattro marines dell'equipaggio, ma il giudice per le indagini preliminari di Trento ritenne che, in forza della convenzione di Londra del 1951 sullo status dei militari NATO, la giurisdizione sul caso spettasse alla giustizia militare statunitense.
Anche la Procura militare di Padova aprì un'inchiesta, per accertare eventuali responsabilità da parte del comandante pro-tempore della base di Aviano (cittadino italiano) che aveva autorizzato il volo che causò la tragedia. Nell'ambito di tali indagini, il Procuratore militare di Padova Maurizio Block chiese anche l'esibizione di taluni documenti coperti dal segreto di Stato, che gli furono concessi. Tuttavia l'indagine non portò ad evidenziare alcuna responsabilità a carico del comandante della base.
Negli Stati Uniti, dapprima furono indagati tutti e quattro i membri dell'equipaggio, ma solo il capitano Richard Ashby, primo pilota, e il capitano Joseph Schweitzer, suo navigatore, comparirono effettivamente davanti al tribunale militare statunitense per rispondere dell'accusa di omicidio colposo.
L'equipaggio era così composto:
- Capitano Richard Ashby, pilota e comandante dell'aereo[8]
- Capitano Joseph Schweitzer, navigatore
- Capitano William Rancy, addetto ai sistemi di guerra elettronica
- Capitano Chandler Seagraves, addetto ai sistemi di guerra elettronica

## La confessione di Joseph Schweitzer
Nel gennaio 2012, un'inchiesta di National Geographic fece luce su alcuni retroscena della vicenda grazie alla testimonianza inedita degli investigatori statunitensi, che tentarono invano di far condannare i responsabili, e del navigatore Joseph Schweitzer, che per la prima volta parlò dicendo di aver distrutto il supporto su cui era registrato il video, allo scopo dichiarato di impedire che si arrivasse alla verità: «Ho bruciato la cassetta. Non volevo che la CNN mandasse in onda il mio sorriso e poi il sangue delle vittime». Per questi fatti fu accusato di intralcio alla giustizia.

## Responsabilità civile e penale

### Responsabilità penale
In base alla Convenzione di Londra del 1951 sullo status dei militari della NATO, il processo ai soldati statunitensi autori della strage spettava al Paese d'appartenenza, quindi agli Stati Uniti. A disciplinare invece l'uso delle infrastrutture nel territorio italiano da parte delle forze armate statunitensi era l'accordo quadro bilaterale del 1954 tra Italia e USA, desecretato solo nel 1999, dal Presidente del Consiglio Massimo D'Alema.
Il processo al pilota Richard Ashby fu celebrato a Camp Lejeune, Carolina del Nord. La corte militare accertò che le mappe di bordo non segnalavano i cavi della funivia e che l'aereo EA-6B stava volando a velocità maggiore e a una quota molto minore di quanto permesso dalle norme militari. Le prescrizioni in vigore al tempo dell'incidente imponevano infatti un'altezza di volo di almeno 2.000 piedi (609,6 m); il pilota dichiarò di ritenere che l'altezza di volo minima fosse invece di 1.000 piedi (304,8 m). Il cavo fu tranciato a un'altezza di 360 piedi (110 m). Il pilota sostenne che l'altimetro era rotto e affermò di non essere stato a conoscenza delle restrizioni di velocità. Nel marzo del 1999 la giuria lo assolse, provocando indignazione in Italia e in Europa. Anche le accuse di omicidio colposo nei confronti del navigatore Joseph Schweitzer non ebbero seguito.
I due militari furono nuovamente giudicati dalla corte marziale statunitense per intralcio alla giustizia per aver distrutto il nastro video registrato durante il volo. Per tale capo d'accusa furono riconosciuti colpevoli nel maggio del 1999. Entrambi furono degradati e rimossi dal servizio. Il pilota fu inoltre condannato a sei mesi di detenzione, ma fu rilasciato dopo quattro mesi e mezzo per buona condotta.
Nel febbraio 2008 i due impugnarono la sentenza, chiedendo la revoca della radiazione con disonore allo scopo di ottenere i benefici finanziari spettanti ai militari; affermarono anche che all'epoca del processo accusa e difesa strinsero un patto segreto per far cadere l'accusa di omicidio colposo plurimo, ma di aver voluto mantenere l'accusa di intralcio alla giustizia «per soddisfare le pressioni che venivano dall'Italia». È stato comunque riconosciuto che l'aereo viaggiava a bassa quota e che la velocità era eccessiva considerati gli ostacoli presenti in zona.
Nell'agosto del 2009 la Corte di appello degli Stati Uniti d'America si pronunciò in merito, confermando ai due la condanna di primo grado ("We affirm the decision of the United States Navy-Marine Corps Court of Criminal Appeals", [9], pagina 56).

### Risarcimenti ai familiari
Nel febbraio 1999 il Senato degli Stati Uniti stanziò circa 40 milioni di dollari per i risarcimenti ai familiari delle vittime e per la ricostruzione dell'impianto di risalita, ma nel maggio dello stesso anno il segretario della difesa William Cohen non confermò lo stanziamento, respinto da una commissione del Congresso. Quindi in prima istanza i risarcimenti furono interamente a carico della provincia autonoma di Trento e del governo italiano. Nell'immediatezza del fatto la provincia autonoma di Trento stanziò cinquantamila euro per ogni vittima come concorso alle spese immediate e intervenne per finanziare la ricostruzione dell'impianto di risalita, somme rimborsate alla provincia dalla Repubblica italiana nel settembre del 2004.
Il 13 luglio 1998 la Federazione Italiana Lavoratori Trasporti della provincia autonoma di Trento e altri avevano portato in giudizio gli Stati Uniti davanti al tribunale di Trento, chiedendo che fosse accertato e dichiarato che l'attività di addestramento svolta dai velivoli militari statunitensi sopra il territorio della provincia autonoma arrecava grave pericolo all'incolumità fisica degli abitanti, chiedendo: in via principale, la pronuncia di una condanna del governo statunitense, la cessazione immediata dell'attività pericolosa accertata e in particolare del sorvolo del territorio con caccia militari; in via subordinata, l'adozione di ogni più opportuna cautela per limitare tale attività, per escludere qualsiasi pericolo per la vita, la salute e l'integrità fisica dei lavoratori addetti ai trasporti su fune.
Tuttavia, con regolamento preventivo di giurisdizione, gli Stati Uniti e il governo italiano proposero ricorso alla Corte di cassazione italiana perché dichiarasse il difetto assoluto di giurisdizione del giudice italiano, in forza del principio di diritto internazionale generalmente riconosciuto della cosiddetta immunità dalla giurisdizione civile del Paese estero; le Sezioni unite della Corte di Cassazione con la sentenza n. 530/2000, in accoglimento del ricorso, pronunciarono il difetto assoluto di giurisdizione e la condanna della Federazione dei lavoratori trentini a rifondere le spese di lite. La Corte precisò nella circostanza che in base all'art. 10, comma 1 Cost. le consuetudini internazionali formatesi anteriormente all'entrata in vigore della Costituzione, come l'immunità dalla giurisdizione civile del Paese estero in relazione alle attività in cui si esplica il suo potere sovrano (acta iure imperii), sono recepite automaticamente e senza limiti nell'ordinamento interno, sicché doveva essere dichiarato il difetto di competenza giurisdizionale del giudice italiano che non poteva quindi entrare nel merito e concedere il provvedimento inibitorio urgente richiesto.

## La legge del Parlamento italiano su risarcimenti
Nel dicembre del 1999 il Parlamento italiano approvò la legge che prevedeva un indennizzo per i familiari dei deceduti pari a 4 miliardi di lire per ogni vittima. In conseguenza di tali provvedimenti italiani e in ottemperanza ai trattati NATO, il governo degli Stati Uniti ha dovuto risarcire alla Repubblica italiana il 75% delle somme complessivamente erogate.
Una tragedia simile avvenne in Francia nell'agosto 1961, quando sei persone morirono dopo che un aereo militare francese che volava a bassa quota tranciò i cavi di una funivia tra la Punta Helbronner e l'Aiguille du Midi, sul versante francese del Monte Bianco. Tuttavia la similitudine è limitata all'aspetto materiale delle due tragedie e non a quello legale: in quel caso si trattava di un aereo delle forze armate del medesimo Paese in cui avveniva la tragedia.

## Vittime
| Nazionalità | Vittime |
| ----------- | ------- |
| Germania    | 7       |
| Belgio      | 5       |
| Italia      | 3       |
| Polonia     | 2       |
| Austria     | 2       |
| Paesi Bassi | 1       |
| Totale      | 20      |

Morirono nell'incidente:
- Hadewich Antonissen (24, Wechelderzande), belga;
- Stefan Bekaert (28, Lovanio), belga;
- Dieter Frank Blumenfeld (47, Burgstädt), tedesco;
- Rose-Marie Eyskens (24, Kalmthout), belga;
- Danielle Groenleer (20, Apeldoorn), olandese;
- Michael Pötschke (28, Burgstädt), tedesco;
- Egon Uwe Renkewitz (47, Burgstädt), tedesco;
- Marina Mandy Renkewitz (24, Burgstädt), tedesca;
- Maria Steiner-Stampfl (61, Bressanone), italiana;
- Ewa Strzelczyk (37, Gliwice), polacca;
- Philip Strzelczyk (14, Gliwice), polacco;
- Annelie (Wessig) Urban (41, Burgstädt), tedesca;
- Harald Urban (41, Burgstädt), tedesco
- Sebastian Van den Heede (27, Bruges), belga;
- Marcello Vanzo (56, Cavalese), manovratore della cabina in discesa, italiano;
- Stefaan Vermander (27, Assebroek), belga;
- Anton Voglsang (35, Vienna), austriaco;
- Sonja Weinhofer (22, nata a Monaco, domiciliata a Vienna), austriaca;
- Jürgen Wunderlich (44, Burgstädt), tedesco;
- Edeltraud Zanon-Werth (56, nata a Innsbruck, residente a Bressanone), italiana.

## Ricostruzione teatrale
Il 15 gennaio 2002 al Teatro Studio di Bolzano veniva rappresentata la prima dello spettacolo teatrale Ciò che non si può dire - Il Racconto del Cermis, orazione civile ideata dallo scrittore Pino Loperfido. Il monologo è stato rappresentato – in diversi allestimenti – per i successivi 18 anni, totalizzando oltre 200 repliche.

## Incidenti simili
Il 29 agosto 1961 un aereo da caccia F-84 francese tranciò la fune della funivia dei Ghiacciai sul versante francese del Monte Bianco, causando la caduta di tre cabine e la morte di sei persone. Le altre cabine rimasero illese, ma i passeggeri dovettero aspettare 18 ore per l'arrivo dei soccorsi. Il pilota venne assolto perché la funivia non era segnata sulle mappe.
Il 27 luglio 1987 un aereo a reazione Aermacchi MB-326 dell'Aeronautica militare italiana tranciò con l'ala la fune di traino della funivia del Lagazuoi al passo Falzarego. L'aereo decollato dall'aeroporto di Vicenza era in volo di addestramento e, a causa dei danni subiti nell'incidente, precipitò 5 minuti dopo la collisione nei pressi di San Giorgio della Richinvelda, a circa 84 chilometri dal luogo dell'impatto. Il pilota e il co-pilota furono in grado di eiettarsi, riportando solo ferite lievi. Le due funivie vennero fermate dai freni di emergenza: nella cabina inferiore, che era partita dalla stazione a valle pochi secondi prima, c'erano 25 persone oltre al conducente della cabina, cinque delle quali hanno richiesto cure mediche all'ospedale di Cortina d'Ampezzo con ferite lievi; la cabina partita dalla stazione superiore era già sopra l'abisso, alto diverse centinaia di metri, ma era vuota tranne che per l'operatore di cabina, rimasto illeso.